# Афазия
Афазията представлява езиково нарушение – загуба или увреждане на способността да се възпроизвежда език и/или да се разбира чужда реч.
Причинява се от специфично мозъчно увреждане, най-често в езиковите центрове на мозъка (зона на Брока на името на откривателя ѝ Пол Брока и зона на Вернике на името на Карл Вернике), които са локализирани в лявото мозъчно полукълбо, макар че съществуват твърдения, според които при малка част от хората част от езиковите функции се осъществяват и от дясната полусфера. Увреждането на тези езикови структури може да бъде причинено от инсулт или от травматични увреждания на мозъка. Афазията също може да се развие и постепенно при туморни образувания в мозъка. В зависимост от областта и обема на увредата някои от афатиците например биха могли да са способни да говорят, но не и да пишат или обратно, или да разбират добре чужда реч, но самите те да се затрудняват да се изкажат. Нарушението може да се прояви и в различни нарушения на способностите за четене, писане или разбиране.
Афазията може да е съпроводена с различни речеви разстройства, като дизартрия или апраксия, които също са резултат от увреждането на мозъка.
Когато мозъчното поражение настъпи при малки деца е възможно мозъкът да се преустрои, използвайки различни области за говорна продукция и да възстанови нарушената функция. В това отношение мозъкът при възрастните индивиди е чувствително по-малко „пластичен“.
Съществуват много инструменти и методики за диагностика на афазията, при които в различна степен се обхващат основните компоненти на езика и комуникацията.

## Етимология
Терминът „афазия“ е от гръцки: αϕασις – αν – отрицание и ϕάσις – мълва, слух, съобщение; производна от глагола ϕημί – казвам, изказвам, съобщавам, говоря, разправям. За първи път терминът е въведен в медицината от френския лекар Арман Трусо. По-късно се появява клон в самата медицина – афазиология, който е свързан по-специално с логопедията, невропсихологията и неврологията.

## Класификация на афазията
Съществуват множество класификационни модели, но най-популярни са този на Лихтхайм-Вернике и на Лурия, които до голяма степен са свързани.

### Класификация по Лихтхайм-Вернике
- Кортикална моторна афазия (афазия на Брока):

Тя е най-често срещана. Увреждането е във фронталния дял на мозъка. Обикновено речта се характеризира с къси, но смислени фрази, които обаче се продуцират с голямо усилие. Наблюдава се и нарушена плавност на речта. Хората с такова увреждане често пропускат предлози, съюзи, глаголи, окончания за лице и число. Най-често разбират добре чужда реч. Осъзнават езиковото си нарушение и това им причинява сериозна емоционална потиснатост. Характерно за тях е и наличието на десностранна хемиплегия или парализа на дясната ръка или крак, поради това, че лявото мозъчно полукълбо контролира дясната половина на тялото.
- Кортикална сензорна афазия (афазия на Вернике):

Поражението е в темпоралния (слепоочния) дял на лявото мозъчно полукълбо. При страдащите от тази форма на афазия е характерна речева продукция, характеризираща се с дълги, но безсмислени фрази (речева салата), изобилие от излишни думи и дори продуциране на нови „думи“. Индивидите с афазия на Вернике срещат сериозни трудности в разбирането на речта и поради това често не осъзнават и собствените си грешки. При тях обикновено не се наблюдават нарушения в движенията на тялото, понеже локализацията на вредата не е в близост до дяловете, контролиращи телесните движения.
- Транскортикална моторна афазия:

Увреждането е в префронталната (предна челна) зона на лявото мозъчно полукълбо. Характеризира се с подчертана липса на речева инициатива, изключително ограничени изразни средства, без да е нарушена граматическата структура. На въпроси отговарят с лаконични отговори, често съдържащи част от думите на въпроса, поради липсата на желание да създават собствена речева продукция. Същото се наблюдава и при писмената реч. Писането под диктовка не е засегнато. Напълно е запазено разбирането на чужда реч.
- Транскортикална сензорна афазия:

Мозъчното поражение е в средно-темпоралните (средно-слепоочни) отдели на лявото мозъчно полукълбо. Нарушено е както генерирането на собствена, така и разбирането на чужда реч. Обикновено е съхранено разбирането само на отделни думи. Няма нарушение на артикулацията или плавността на речта, но тя изобилства от граматически неточности, модифицирани или неточно употребени думи. Понякога речта е почти неразбираема. При спонтанно писане се наблюдава същото. Повторната реч не е нарушена, стига да разберат, че се изисква да повтарят. Въпреки че повтарянето е прецизно, не разбират смисъла на това, което са повторили.
- Проводникова афазия:

Поражението е в горно-темпоралните отдели на лявото мозъчно полукълбо. Спонтанната реч е до известна степен запазена, но напълно е нарушена повторната реч. Разбират смисъла на фразата, но не могат да я повторят буквално. Наблюдават се и затруднения в назоваването на показани предмети.
- Аномия:

Макар че в оригиналния модел на Лихтхайм-Вернике такава категория не присъства, често е добавяна от някои автори като част от класификацията. Увреждането е в задно-темпоралните отдели на лявото мозъчно полукълбо. Единствената проява е нарушената способност за назоваване на предмети. Страдащият от аномия не може да си спомни наименованията на предметите и компенсира с описание на тяхната функция (например: „онова което реже“, вместо „нож“).

### Класификация по Лурия
- Еферентна моторна афазия = кортикална моторна афазия по Лихтхайм-Вернике.
- Аферентна моторна афазия.
- Динамична афазия = транскортилална моторна афазия по Лихтхайм-Вернике.
- Сензорно-акустична афазия = котрикална сензорна афазия по Лихтхайм-Вернике.
- Акустико мненстична афазия = транскортикална сензорна афазия по Лихтхайм-Вернике.
- Семантична афазия.

### Други класификации
Известни са класификациите на Head (вербална, синтактическа, номинална), Голдщайн (моторна, централна, сензорна), както и т. нар. Бостънска неокласическа класификация, която всъщност е ревизия на модела на Лихтхайм-Вернике.